# Mori Terumoto
Mōri Terumoto (毛利 輝元 (Mao Lợi Huy Nguyên) 22 tháng 1, 1553 – 27 tháng 4, 1625) là con trai của Mōri Takamoto, chống lại Toyotomi Hideyoshi nhưng cuối cùng bị khuất phục, tham gia vào chiến dịch Kyūshū (1587) về phe Hideyoshi và xây dựng lâu đài Hiroshima.
Terumoto là thành viên của Hội đồng Ngũ Nguyên lão do Hideyoshi bổ nhiệm. Ở đỉnh cao quyền lực vào cuối thế kỷ 16, Terumoto điều hành một lãnh địa lên đến 1,2 triệu koku. Điều này có nghĩa là ông có thể huy động hơn 120.000 người ra trận.
Ông về phe chống lại Tokugawa Ieyasu nhưng không tham gia trận Sekigahara. Terumoto lúc đó đang ở lâu đài Osaka phòng thủ cùng Toyotomi Hideyori và đầu hàng Ieyasu ngay sau trận Sekigahara. Ieyasu cắt giảm lãnh địa của Terumoto, chỉ để lại cho ông 2 tỉnh Nagato và tỉnh Suō, tổng cộng là 369.000 koku.
Người ta cho rằng ông là một vị tướng dưới mức trung bình, hiếm khi ra trận, thiếu động lực và ý chí. Ông ít va chạm trong những năm cuối thời kỳ Sengoku, thường để cấp dưới hay các thành viên thấp hơn của gia tộc chiến đấu thay mình. Người ta tin rằng nếu ông chiến đấu trong trận Sekigahara hay đưa Hideyori đến trận chiến, Ieyasu sẽ bị đánh bại. Tuy nhiên, ông quản lý lãnh địa rất tốt và vẫn giữ được gia tộc Mōri kể cả khi lãnh địa của ông bị cắt giảm xuống chỉ còn 1/3.